# Stephanoxis
Stephanoxis (koketkolibries) is een geslacht van vogels uit de familie kolibries (Trochilidae) en de geslachtengroep Trochilini (briljantkolibries). Er zijn twee soorten:
- Stephanoxis lalandi  – Groenkroonkoketkolibrie
- Stephanoxis loddigesii  – Paarskroonkoketkolibrie